# Ronde van Nederland 1989
De 29e editie van de Ronde van Nederland ging op 14 augustus 1989 van start in Nieuwegein. Na 5 etappes werd op 19 augustus in Gulpen gefinisht. De ronde werd gewonnen door de Fransman Laurent Fignon.

## Eindklassement
Laurent Fignon werd winnaar van het eindklassement van de Ronde van Nederland van 1989 met een voorsprong van 1 seconde op Thierry Marie. De beste Nederlander was Eddy Schurer met een 3e plaats.
| Rang | Renner            | Land      | Tijd       |
| ---- | ----------------- | --------- | ---------- |
| 1    | Laurent Fignon    | Frankrijk | 21u 13'13" |
| 2    | Thierry Marie     | Frankrijk | + 0'01"    |
| 3    | Eddy Schurer      | Nederland | + 0'04"    |
| 4    | Sean Kelly        | Ierland   | + 0'11"    |
| 5    | Maarten Ducrot    | Nederland | + 0'25"    |
| 6    | Theo de Rooij     | Nederland | + 0'30"    |
| 7    | Eric Vanderaerden | België    | + 0'44"    |
| 8    | René Beuker       | Nederland | + 1'01"    |
| 9    | Teun van Vliet    | Nederland | + 1'32"    |
| 10   | Rudy Dhaenens     | België    | + 1'40"    |

## Etappe-overzicht
| Etappe  | Van - naar             | Km       | Etappewinnaar        |
| ------- | ---------------------- | -------- | -------------------- |
| Proloog | Nieuwegein             | 5        | Sean Yates           |
| 1       | Nieuwegein - Dordrecht | 167      | Jelle Nijdam         |
| 2a      | Dordrecht - Huizen     | 92       | Jean-Paul van Poppel |
| 2b      | Hilversum - Huizen     | 15 (ITT) | Thierry Marie        |
| 3       | Huizen - Raalte        | 204      | Jean-Paul van Poppel |
| 4       | Raalte - Eindhoven     | 196      | Eric Vanderaerden    |
| 5       | Geleen - Gulpen        | 178      | Theo de Rooij        |

1948 · 1949 · 1950 · 1951 · 1952 · 1953 · 1954 · 1955 · 1956 · 1957 · 1958 · 1959 · 1960 · 1961 · 1962 · 1963 · 1964 · 1965 · 1966 · 1967 · 1968 · 1969 · 1970 · 1971 · 1972 · 1973 · 1974 · 1975 · 1976 · 1977 · 1978 · 1979 · 1980 · 1981 · 1982 · 1983 · 1984 · 1985 · 1986 · 1987 · 1988 · 1989 · 1990 · 1991 · 1992 · 1993 · 1994 · 1995 · 1996 · 1997 · 1998 · 1999 · 2000 · 2001 · 2002 · 2003 · 2004 · 2005 · 2006 · 2007 · 2008 · 2009 · 2010 · 2011 · 2012 · 2013 · 2014 · 2015 · 2016 · 2017 · 2018 · 2019 · 2020 · 2021 · 2022 · 2023 · 2024